# 1644부대
1644부대(Unit Ei 1644, 일본어: 榮1644部隊 에이 이치로쿠욘욘 부타이[*])는 일본 제국 육군 소속의 비밀 생물학전 연구 및 개발 기관으로, 중국 난징에 있던 부대였다.
난징 대학살 이후 일본군은 1939년 4월에 의학 연구 기관을 설치하고 난징에 있는 시민들을 대상으로 '마루타(통나무)'라는 실험 대상을 모아 연구했다. 일본군은 장강 인근의 동중산대로에 있는 6층 짜리 병원을 개조해 실험실로 꾸민 다음 '1644 부대'라고 이름 붙이고 유행성 질환을 연구한 것으로 시작했다.
이 건물은 군용 비행장, 일본 게이샤 구역, 영화관 등을 비롯해 일본군 헌병 본부, 난징 점령군 지휘본부등과 가까웠지만, 일본군 헌병들이 배치되어 경계가 삼엄해 무슨 일을 하는지, 어떤 곳인지 알 수 없어 비밀로 남아있었다.
1644 부대원들은 중국인 죄수나 포로들에게 독극물, 세균, 독가스를 주입하면서 생체실험을 자행했으며, 아세톤, 비소, 시안, 질산, 청산가리를 비롯해 코브라 등 독사에서 추출한 독도 사용해서 생체 실험 연구 등에 행해왔다.
매주 10여명의 사람들이 생체 실험에 의해 희생당하고, 그 사체는 '1644부대'의 소각로에서 처리되었다.
1945년 일본이 패망하면서 1644부대는 중국군이 난징에 입성하기전 모든 실험도구와 데이터를 파괴하고 실험실을 폭파한 뒤 퇴각하였다.
이곳에서 일한 1644부대원 출신들이 뒷날 미국 심문관들에게 이 실험실의 존재를 알리면서 그곳에서 있었던 일이 알려지게 되었다.

## 같이 보기
- 난징 대학살
- 생물학 무기
- 731부대